# Ripper 2: Letter from Within
Ripper 2: Letter from Within (pt: Ripper 2 / br: Ripper 2 - Ressuscitando o Medo) é um filme de terror inglês lançado em 2004, dirigido por Jonas Quastel.

## Sinopse
Nesta continuação do thriller de terror, reencontra-se Molly Keller, que agora está internada numa clínica para doentes mortais onde ninguém conhece a verdade sobre seu passado. Seus sonhostornam-se cada dia mais reais, e ela está desesperada para se livrar do assassino que habita em seus interior. 
Ela submete-se então a um tratamento experimental que pode ser sua última esperança de redenção e que inclui uma nova e radical cirurgia, que usa a dimensão virtual para facilitar que seu cérebro se reeduque em relação às emoções básicas. 

## Elenco
- Erin Karpluk — Molly Keller
- Nicholas Irons — Erich Goethe
- Mhairi Steenbock — Juliette Dureau
- Jane Peachey — Lara Svetlana
- Daniel Coonan — Grant Jessup
- Colin Lawrence — Roberto Edwards
- Myfanwy Waring — Sally Trigg
- Andrea Miltner — Marya
- Curtis Matthew — Psychologist
- Richard Bremmer — Dr. Samuel Wiesser